# Chiesa della Santissima Trinità (Pognana Lario)
La chiesa della Santissima Trinità è la parrocchiale di Pognana Lario, in provincia e diocesi di Como; fa parte del vicariato di Bellagio e Torno.

## Storia
La chiesa fu costruita tra il 1723 e il 1744, in posizione panoramica sul Lario. La consacrazione dell'edificio religioso avvenne nel 1764, per mano di Giovanni Battista Peregrini Albrici.

## Descrizione

### Interno
La chiesa si presenta come un edificio a navata singola, dotata di cappelle laterali.
All'interno della chiesa si conservano oggetti liturgici risalenti al Seicento, oltre a una serie di opere donate da una locale famiglia di commercianti emigrati a Günzburg. Tra queste donazioni spiccano una tela di Januarius Zick del 1766, raffigurante San Giuseppe col Bambino, e una Trinità dell'arognese Innocenzo Colomba.